# P4 Västmanland
P4 Västmanland är Sveriges Radios lokala station i Västmanlands län. Startades 9 maj 1977 som en av 24 fristående lokalradiostationer i Sverige, men är idag en integrerad del i Sveriges Radios organisation. Täckningsområdet är Västmanlands län med Västerås som huvudort. P4 Västmanland sänder lokala program på frekvensen 100,5 MHz vardagar klockan 05.59-17.35 och lokala nyheter och sport på helgerna.
Radiostationens första chef var Göran Byttner och idag är Lasse Eskelind kanalchef. Några av stationens övriga medarbetare är, eller har varit, Zian Zandi, Hasse Aro, Robert Tennisberg, Sonja Schwarzenberger, Torbjörn Lindberg och Kristofer Lundström. 2010 flyttade radion från Vallby till nya fina lokaler i centrum. Nu hittar man P4 Västmanland på Mäster Ahls gata på gamla ASEA området. 
2014 var programledaren Jonna Noblin nominerad till Stora radiopriset, i kategorin Årets Rookie. Nominerad var också Tony Irving. Vann gjorde Emanuel Karlsten.  
2015 vann P4 Västmanland Stora Radiopriset i kategorin Årets Lokalradio för sin rapportering av skogsbranden i Västmanland sommaren 2014. Priset delas ut årligen av Radioakademin.